# Malkwitz (Wermsdorf)
Malkwitz ist ein 609 Hektar großes Dorf mit Gewannflur und heutiger Ortsteil der Gemeinde Wermsdorf im Landkreis Nordsachsen in Sachsen. Malkwitz liegt an der Bundesstraße 6, als Nachbarort von Calbitz, zwischen Leipzig und Dresden in der Nähe der Bundesautobahn 14.

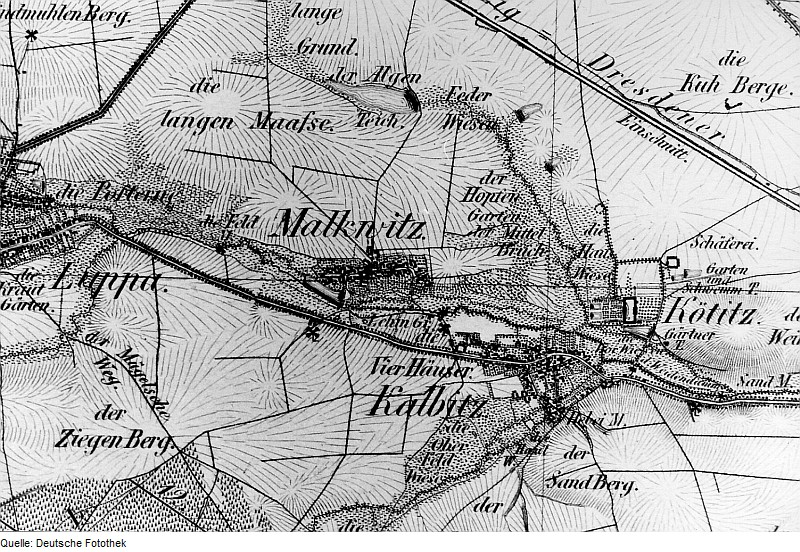
Malkwitz 1839–1840

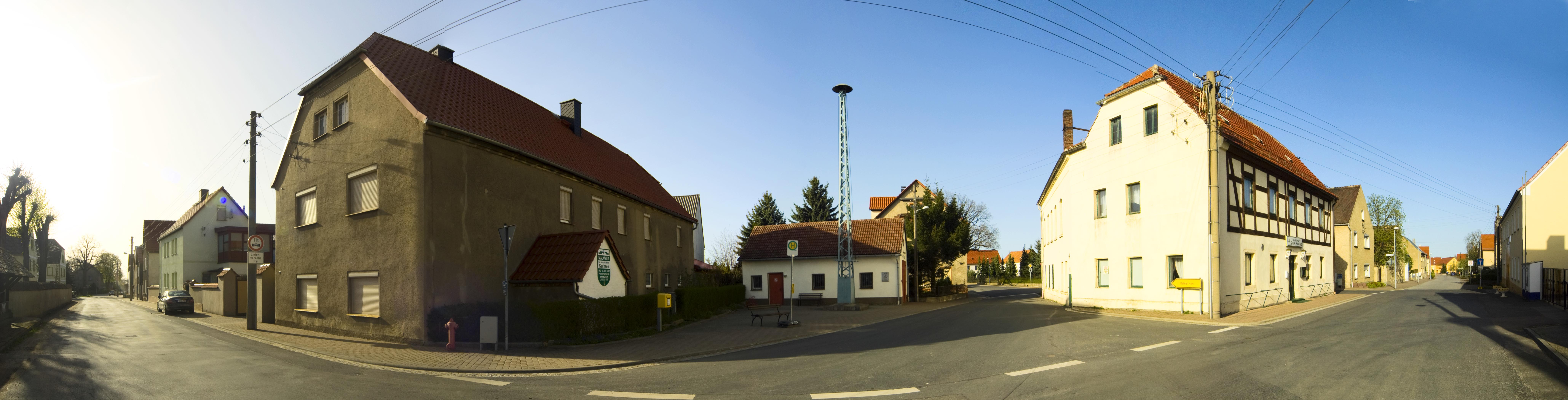
Ortspanorama von Malkwitz

## Ortsnamenformen
- 1311: Malkewitz
- 1350: Malkewicz
- 1460: Malkewitz
- 1555: Malckwitz

## Namensdeutung
Stammt von Mal Maly, das bedeutet Kleinchen, klein, ursprünglich Malkovic, das bedeutet nach der Synkope des o, also dem Volkalausstoß im Wortinneren, auch Sippe des Malek, Kleinshof. Im Prußischen bedeutet malks feinkörnig. Die Endung -witz deutet auf eine Person, die bei der Ortsgründung eine wichtige Position als Ältester oder Lokalherr gehabt haben könnte, möglicherweise ein Mann von kleiner Statur.

## Geschichte
Malkwitz bildete mit Deutsch- und Wendischluppa am Nordostrand des heutigen Wermsdorfer Forstes einen gemeinsamen Rodekomplex, der im nördlichen Halbkreis von Ausbaufluren des Wurzener, bzw. Dahlener Landes umgeben war. Genau wie Luppa ist Malkwitz älter, als es die Urkunden überliefern (siehe Artikel Geschichte von Luppa). Die urkundliche Ersterwähnung war 1311. 1551 gehörte Malkwitz zur Grundherrschaft des Rittergutes Alt- und Neu-Köditz und zum Amt Oschatz. Im Jahre 1569, kurz nach Ostern, wurde Malkwitz durch eine große Feuersbrunst heimgesucht, die 36 Wohnungen und Seitengebäuden, sowie die Kirche zerstörte. Im Dreißigjährigen Krieg wurde Malkwitz fast vollständig entvölkert. Am 2. Januar 1828 gründete Malkwitz ein eigenes Schulwesen. 1866 wurde das Schulhaus errichtet. 1974 wurde Malkwitz nach Luppa eingemeindet, mit dem es 1999 nach Wermsdorf kam. 2004 gewann Malkwitz den zweiten Platz im 6. Sächsischen Landeswettbewerb: Unser Dorf soll schöner werden – unser Dorf hat Zukunft.

### Ortsteil Bahnhof Dahlen
Um 1900 gliederte sich der Ort in zwei Ortsteile. Zum Ortsteil Bahnhof Dahlen, der sich bis zur alten Hainstraße erstreckt, gehörten das Bahnhofsgebäude und eine Poststation.

### Wüstungen
Zwischen Malkwitz und Luppa liegt ein 66 Hektar Areal umfassendes Gebiet, welches eine wüste Mark ist und die Güldene Hufe oder auch Waldhufe genannt wird. Eine weitere befindet sich am südlichen Fuße des Collm als eine weitere wüste Holz- und Feldmark, welche teils zu Calbitz und teils zu Malkwitz gehört. Seit 1292 führte das Dorf Athena den Zehnt ans Nonnenkloster Sornzig ab und seit 1395 zinste es auch an die Oschatzer Wahrleichnamskapelle. Der Oschatzer Teil hieß auch die Schlachtbank, weil hier 1429 oder 1430 eine Hussitenschlacht stattfand.

## Entwicklung der Einwohnerzahlen
| Jahr | Einwohner | Quelle |
| ---- | --------- | ------ |
| 1856 | 401       | [ 7 ]  |
| 1903 | 315       | [ 3 ]  |

Im Jahr 1551 wurden 33 besessene Mann, 4 Häusler und 19 Inwohner gezählt.

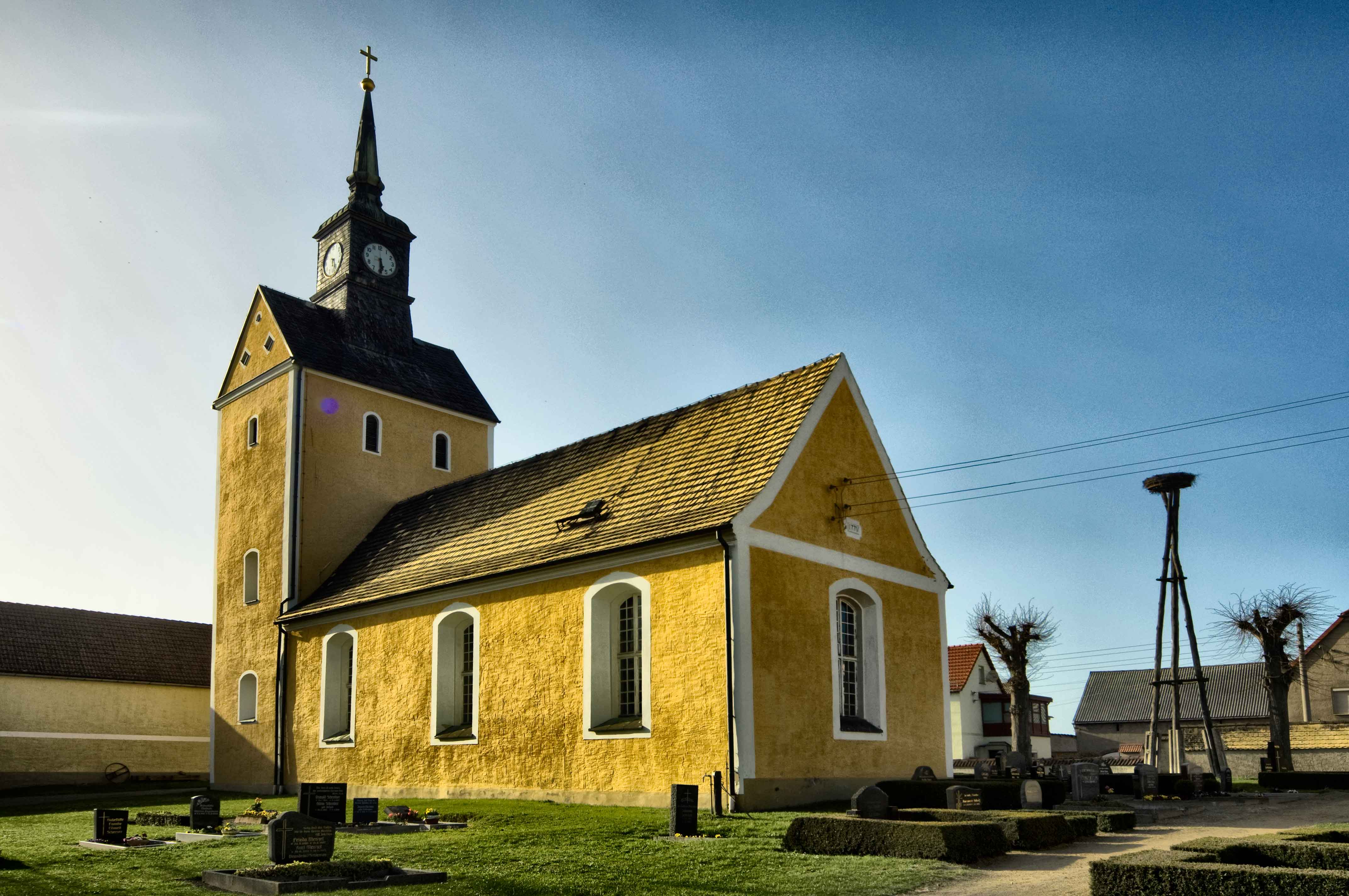
Die ev.-luth. Kirche mit dem Storchennest rechts

## Kirche
Malkwitz war abhängig von Luppa, die Kirche war filia der Kirche in Luppa. Infolge einer Kirchenvisitation von 1559 wurde das alte Filialverhältnis gelöst und Malkwitz an das näher gelegene Calbitz angeschlossen.

### Wehrkirche
Die in der Literatur getroffene Feststellung, bei der Kirche handele es sich um eine Wehrkirche, ist nicht richtig. Es fehlen die für eine Wehrhaftigkeit erforderlichen Eigenschaften dieser Anlage. Dass ein Friedhof eine Mauer umschließt, ist nichts Ungewöhnliches. Die einzigen Hinweise für eine Deutung einer Wehrkirche sind die schmalen Fensterschlitze am Glockenturm, welche aber eher der Beleuchtung des Inneren des Turmes dienen, bzw. schließen die bodennahen und großzügigen Fensteröffnungen des Kirchenschiffes bereits seit 1570 von sich aus jede Wehrhaftigkeit aus. Allein die etwas überhöhte Lage des angrenzenden Friedhofes spräche für eine frühere Vorgängeranlage eines künstlichen Bühls, der jedoch wohl eher auf die ununterbrochene Nutzung des Geländes als Begräbnisstätte zurückzuführen ist als auf die künstliche Erhöhung einer Befestigung- bzw. einer Verteidigungsanlage gegenüber dem Vorland, zumal die von Süden her überhöhte Lage nördlich nicht mehr feststellbar ist.

### Der Kirchenstreit mit Calbitz
Die eigentliche Ursache dieses jahrhundertelangen Streites war, dass das gleich große Dorf Malkwitz von Luppa 1559 nach Calbitz nur deswegen angeschlossen wurde, weil „Luppa auch ohne Malkwitz eine gute Pfarre war und Calbitz dagegen ganz arm sei“. Plötzlich, 150 Jahre später wurde in dem bisher gleich großen Calbitz eine moderne Poststation errichtet und dazu noch vom Landesbaumeister David Schatz persönlich eine neue Kirche errichtet. Das führte zu Neid und Missgunst unter den beiden Dörfern und zu Verdruss bei den Malkwitzern, waren sie doch vor 150 Jahren noch gerade gut gewesen, die armen Calbitzer durch Kollekte und Spende aufzurichten. Die Malkwitzer richteten darum eine Beschwerde an den Pfarrer von Calbitz, dass sie nur alle vierzehn Tage Predigt, aber ein Recht auf wöchentlichen Sonntagsgottesdienst in ihrer Malkwitzer Kirche hätten. Doch die Calbitzer wollten davon nichts wissen und verwiesen darauf, dass ihre neu erbaute Kirche großzügig, geräumig und außerdem leicht über den Kirchenweg für die Malkwitzer erreichbar sei. Wenn jetzt die Malkwitzer weg blieben, dann wäre ihre neue Kirche nur halb voll. Die Malkwitzer blieben darauf dem Nachmittagsgottesdienst fern und die Jugend besuchte auch den Katechismusunterricht nicht mehr. 1795 war der Streit zu Gunsten der Malkwitzer entschieden, die als Gegenleistung dazu aus eigener Kraft ihre Kirche reparieren mussten. Demgemäß hielt der Pfarrer ab da auch jeden Sonntag in Malkwitz eine Predigt. Doch den Malkwitzer ging das wieder nicht weit genug. Sie forderten nun nach ihrem Etappensieg weiter, dass der Pfarrer auch an allen Bußtagen und an den ersten Feiertagen, sowie Ernte- und Kirchweihfesten predigen sollte. Doch es blieb beim ersten Kompromiss. Erst gegen Ende des 19. Jahrhunderts hatten die Malkwitzer die Erfüllung ihrer weitergehenden Wünsche endlich erreicht.

### Baugeschichte
Die Kirche wurde um 1570 errichtet. 1775 wurde sie saniert. 1828 erhielt die Kirche eine Orgel vom Orgelbaumeister Mende aus Leipzig. 1856 wurde die Kirche erneut saniert. 1882 wurde die Orgel vom Orgelbaumeister Jehmlich gründlich restauriert. 1898 wurde eine Kirchenheizung eingebaut, welche von einem Victoriaofen mit Spiralsystem der Firma Jahn aus Leutsch betrieben wurde. Durch die Stiftung der Turmuhr im Jahre 1900 machte sich der Bau einer Kirchturmspitze erforderlich, die 1901 vom Baumeister Engst aus Dahlen aufgesetzt wurde.

### Glockenspiel
1856 wurden drei neue Glocken vom Glockenbaumeister Jauck aus Leipzig gegossen und eingebaut. Zum Guss wurde das alte Metall verwendet und das Glockenspiel in einem G-Dur-Akkord gestimmt.
Inschriften der Glocken:
- Die große Glocke: Kommt herzu! (Psalm 95,1)
- Die mittlere Glocke: Lasset uns dem Herrn frohlocken! – Die Christen mahn’ ich: Betet ohne Unterlaß! (Thess, 5,17)
- Die kleine Glocke: Und jauchzen dem Hort unseres Heils! Dem Säugling sag’ ich: Es lasse sich ein Jeglicher taufen auf den Namen des Herrn Jesu Christi! (Apostelgeschichte 2,38)

1917 wurden diese Glocken für Kriegszwecke abgeliefert und eingeschmolzen. Später wurden sie durch drei Eisenglocken ersetzt. Starke Korrosionserscheinungen ließen diese Glocken verstummen. So wurde 2007 in der Glockengießerei Lauchhammer drei neue Glocken in Bronze gegossen.
Das neue Glockenwerk:
- Die große Glocke Oh Herr, mache mich zum Werkzeug deines Friedens (Franz von Assisi), Durchmesser: 967 mm, 533 kg, Stimmung: A-Dur
- Die mittlere Glocke hat einen Durchmesser von 765 mm, wiegt 263 kg und hat die Stimmung C-Dur
- Die kleine Glocke hat einen Durchmesser von 671 Millimeter, wiegt 188 kg und hat die Stimmung E-Dur[9]

Die drei ausgebauten Eisenglocken stehen heute am Fuße des Glockenturmes.

### Altarbild
Das Altarbild stammt von 1861, als der Gutsbesitzer Karl Gottfried Hänsel seinem verstorbenen letzten Sohn vom Historienmaler Karl Christian Andreae aus Dresden ein Andenken stiftete. Es stellt den Auferstanden in Emmaus dar, wie ihn die Jünger erkennen, als er das Brot brach.

## Publikationen
Jährlich wird das Malkwitzer Heimatblatt herausgegeben.

## Persönlichkeiten
| Name                | Lebenszeitraum   | Beziehung zu Malkwitz |
| ------------------- | ---------------- | --- |
| Peter Coryllis      | (* 1909; † 1997) | bürgerlicher Name: Walter Auerbach, Schriftsteller, lebte von Januar 1940 bis Juli 1941 in Malkwitz und war Geschäftsführer der Kartoffelflockenfabrik Dahlen |
| Siegfried Burkhardt | *1936            | ist in Malkwitz geboren und war Vorsitzender der LPG Laas und Mitglied der Volkskammer                                                                        |

## Freiwillige Feuerwehr
Die Freiwillige Feuerwehr gehörte seit 1800 zum Spritzenverband Calbitz-Malkwitz. Nach Ende des Zweiten Weltkriegs musste aufgrund Männermangels eine Frauenlöschgruppe gebildet werden. Die Feuerwehr hat seit 1995 eine Jugendfeuerwehr und ist Teil des aktiven Gemeindelebens.

## Vereine

### Schützenverein
Der Militärschützenverein Malkwitz wurde 1927 gegründet. Den Mitgliedern gelang es die Traditionen über die Wirren des Zweiten Weltkrieges und die Verbote der ehemaligen DDR in die heute Zeit zu retten. Der Verein beteiligt sich stark am Gemeindeleben und ist fester Bestandteil der Brauchtumspflege in der Ortschaft.

## Sehenswürdigkeiten

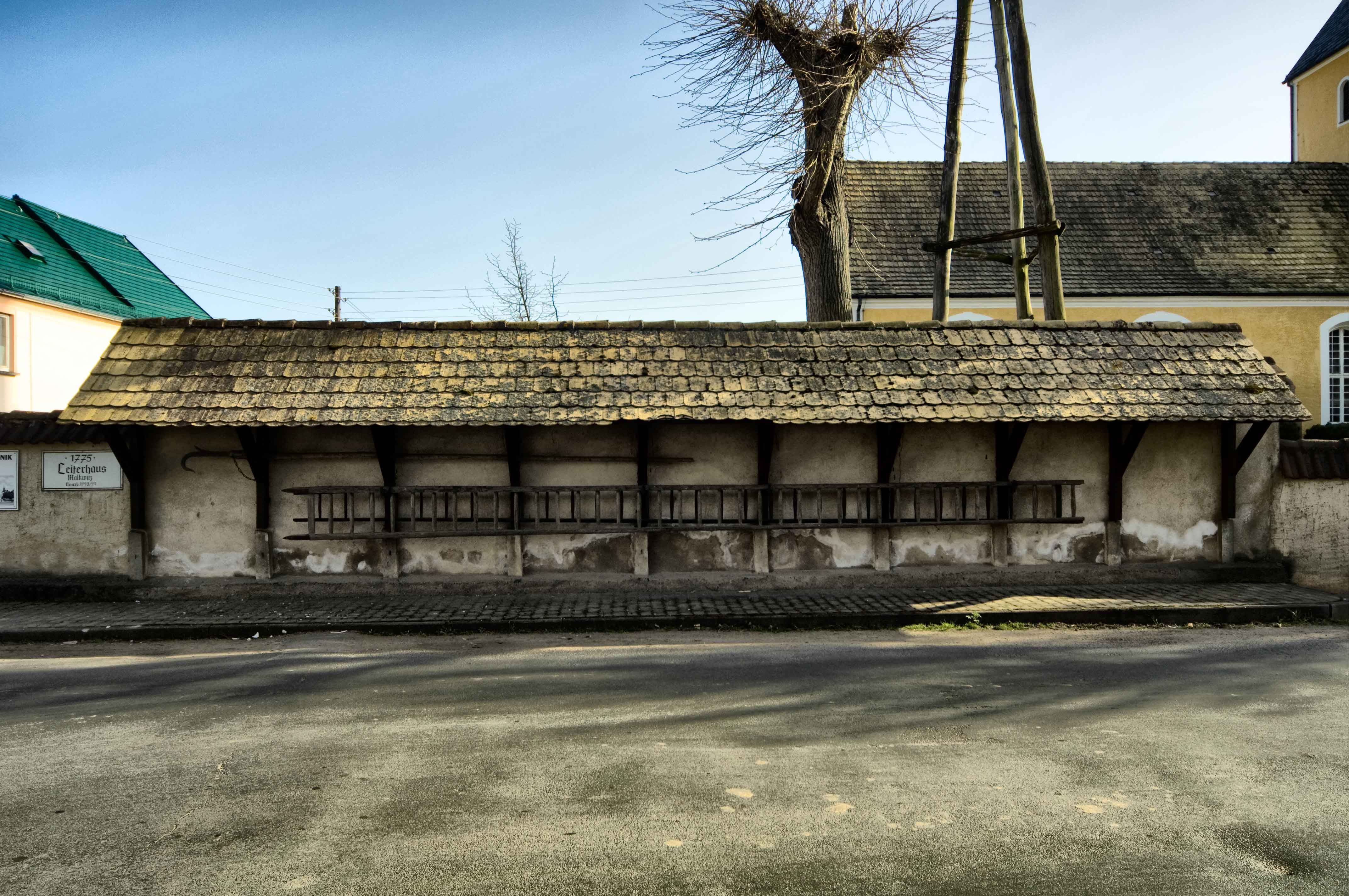
Das Leiterhaus

### Das Storchennest mit Leiterhaus
Direkt an der Friedhofsmauer ist seit 1775 ein Dach über der Mauer errichtet, welches besonders lange Leitern vor der Witterung schützt. Es wird daher als Leiterhaus bezeichnet. Unmittelbar daneben befindet sich ein Mast mit einem darauf befestigten Leiterrad zur Nisthilfe der jährlich in Malkwitz brütenden Schwarzstörche. Nachweislich nisten die Störche bereits seit 1852 im Ort.

#### Die Malkwitzer Sage vom treuen Storch
Dem Volksglauben nach, soll demjenigen, der ein Storchennest zerstört oder sogar einen Storch tötet, ein großes Unheil, sogar der baldige Tod drohen. Aus Malkwitz hat sich folgende wahre Geschichte überliefert: Bis 1873 stand ein Storchennest auf dem strohgedeckten Scheunendach eines Gehöftes. Im Winter 1873/74 starb die Besitzerin des Gehöftes, welche jahrelang die Störche gefüttert und sich um das Wohl der Tiere gekümmert hatte. Nach ihrer Rückkehr aus dem Winterquartier bezogen die Störche ihr altes, noch vorhandenes Netz auf dem Scheunendach nicht wieder, sondern siedelten sich ab da auf der Friedhofslinde in der Nähe ihrer verstorbenen Beschützerin an.

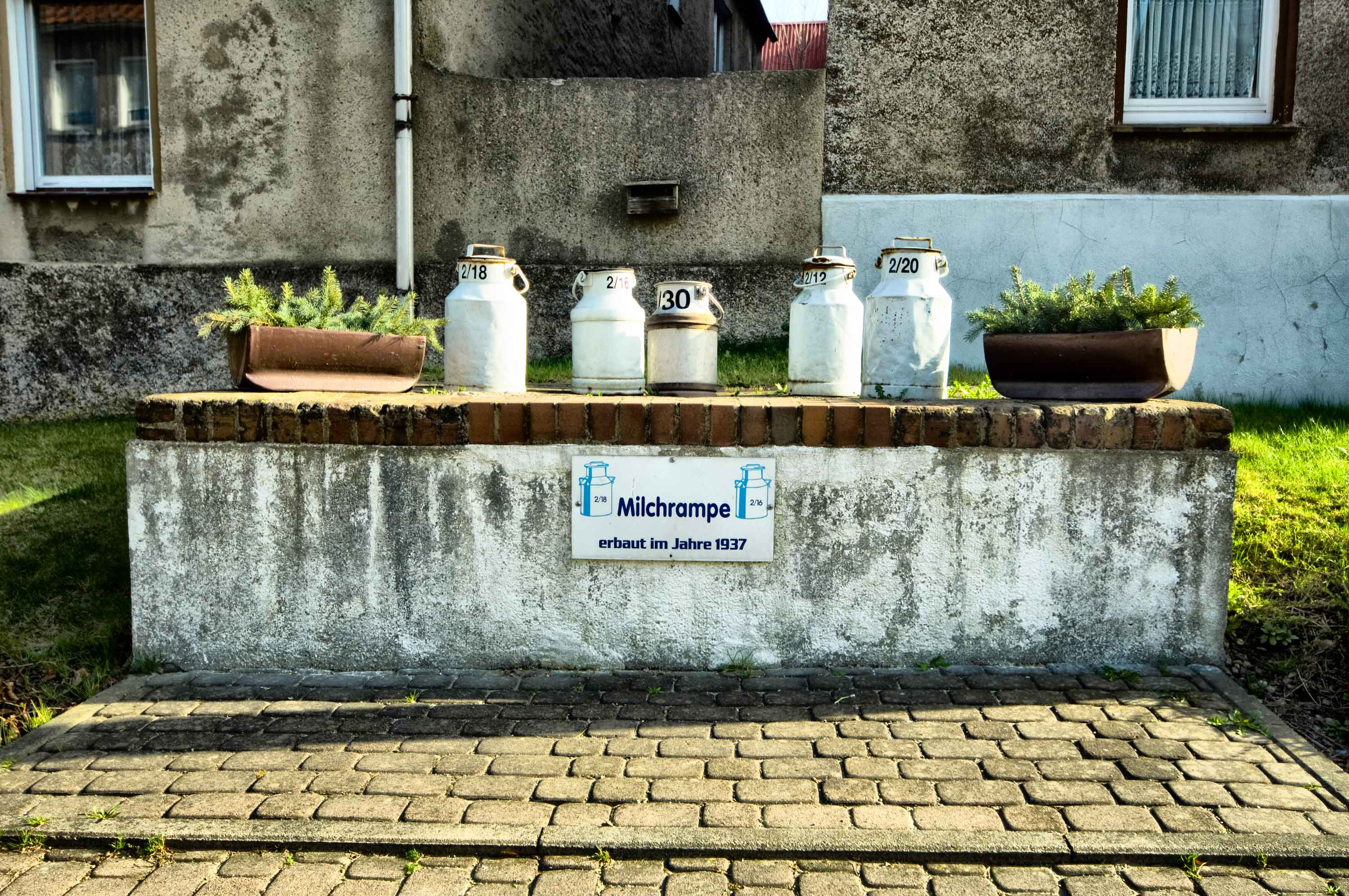
Die historische Milchrampe

### Milchrampe mit Geschichte
Die Geschichte der Milchrampen begann in Sachsen mit der Ablieferung der Milch durch die Bauern an die Molkereien. Dazu wurden Sammelstellen im Ort angelegt, auch Malkwitz bekam fünf solcher Sammelstellen. Die ersten Sammelstellen waren zu ebener Erde und mussten dann, aufgrund des Transportes mit Wagen in erhöhte Rampen umgebaut werden. Die Bauern transportierten ihre Milch in 20 oder 10 Liter Milchkannen zu diesen Rampen und legten dazu in einen Kasten die ausgefüllte Milchkarte. Jede Kanne war mit zwei Nummern versehen, der des Ortes und der des Hofes. Aus Malkwitz brachten so täglich 30 Höfe ihre Milch zu den Sammelstellen, welche mit einem Gespann und Tafelwagen in die Molkerei nach Dahlen geliefert wurde. Die heute restaurierte Michrampe steht auf der Grenze von drei Bauernhöfen und sollte bereits abgerissen werden, weil die Gemeinde hier eine Bushaltestelle errichten wollte. Doch da stießen die Planer auf den energischen Widerstand der Einwohner. Mit der Erhaltung der Michrampe wurde ein Stück ländliche Geschichte für die Nachwelt erhalten.

### Dorfbrunnen
Malkwitz wurde erst 1961 an die zentrale Trinkwasserversorgung angeschlossen. Auf Initiative der Malwitzer Einwohner wurde 2000 einer der alten hölzernen Ziehbrunnen restauriert und darin eine neue Pumpe eingesetzt. Heute versorgt ein zentrales Wasserwerk mit Quellwässern aus Malkwitz die gesamte Gemeinde Wermsdorf.

## Brauchtum

### Die Bildfeier von Malkwitz
Ein Wanderfotograf kam am 22. Februar 1904 nach Malkwitz und kehrte dort in die zwischen 1800 und 1850 erbaute Gaststätte Zur Krone ein. Die seit 1979 alle fünf Jahre regelmäßig erstellten Bilder, auf den Frauen ausdrücklich unerwünscht sind, stellen ein soziales Spiegelbild der Entwicklung des Dorfes bis zur heutigen Zeit dar.